# Carlos Honório de Gouveia Durão

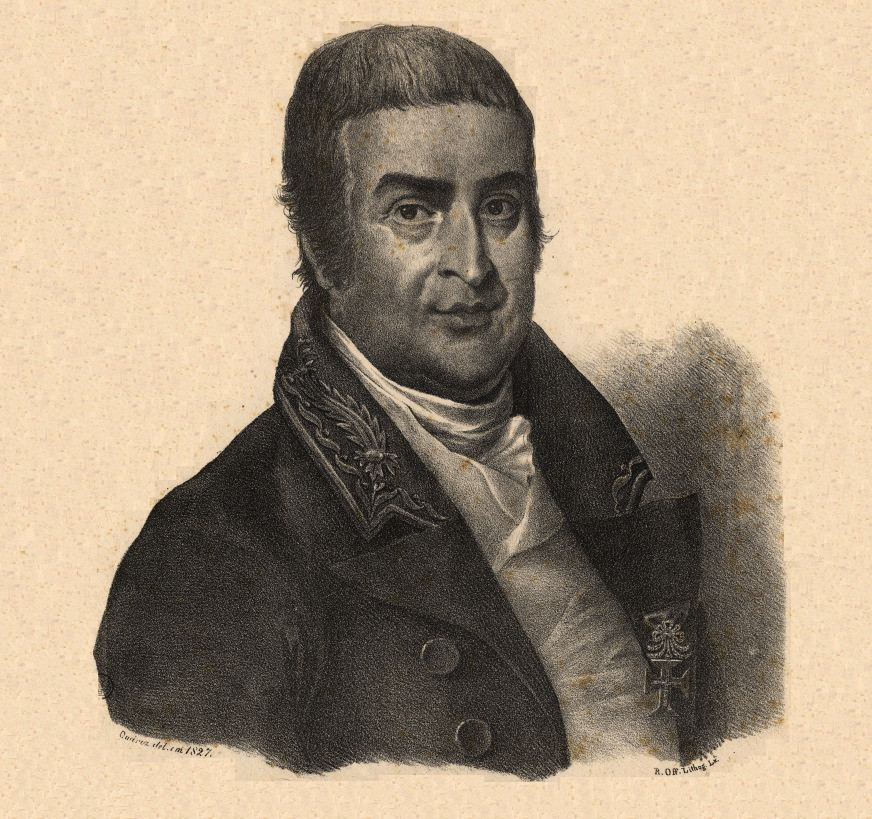
Carlos Honório de Gouveia Durão (litografia de 1827).

Carlos Honório de Gouveia Durão (Moura, 1 de maio de 1766 — Lisboa, 17 de janeiro de 1846) foi um magistrado e político português que, entre outros cargos, foi Desembargador e Ministro e Secretário de Estado dos Negócios do Reino, cargo equivalente ao do actual Primeiro-Ministro. Deputado em 1821 e 1822 e Presidente das Cortes. Ministro e Secretário de Estado dos Negócios Eclesiásticos e da Justiça do governo da regência de D. Isabel Maria de Bragança, de 13 de outubro a 14 de novembro de 1826. Ministro do Reino e da Marinha e Ultramar de 7 de setembro de 1827 a 28 de fevereiro de 1828, substituindo no cargo o 2.º visconde de Santarém. Formalmente foi o último chefe de governo do vintismo.
Era filho de António José de Morais Durão e de Maria Rita Lobo de Gouveia. Casou com Bernarda Cândida Lobo de Ávila, com geração. Faleceu aos 79 anos de idade, na Rua da Rosa, Nº104, freguesia das Mercês, Lisboa. Encontra-se sepultado no Cemitério dos Prazeres.